# Juilly (Sena i Marne)
Juilly és un municipi francès, situat al departament de Sena i Marne i a la regió de Illa de França. L'any 2013 tenia 2.242 habitants.
Forma part del cantó de Mitry-Mory, del districte de Meaux i de la Comunitat d'aglomeració Roissy Pays de France.

## Demografia

### Població
El 2007 la població de fet de Juilly era de 1.794 persones. Hi havia 564 famílies, de les quals 128 eren unipersonals (40 homes vivint sols i 88 dones vivint soles), 110 parelles sense fills, 286 parelles amb fills i 40 famílies monoparentals amb fills.
La població ha evolucionat segons el següent gràfic:
Habitants censats

### Habitatges
El 2007 hi havia 612 habitatges, 579 eren l'habitatge principal de la família, 7 eren segones residències i 27 estaven desocupats. 512 eren cases i 97 eren apartaments. Dels 579 habitatges principals, 439 estaven ocupats pels seus propietaris, 111 estaven llogats i ocupats pels llogaters i 29 estaven cedits a títol gratuït; 13 tenien una cambra, 45 en tenien dues, 69 en tenien tres, 141 en tenien quatre i 310 en tenien cinc o més. 493 habitatges disposaven pel capbaix d'una plaça de pàrquing. A 257 habitatges hi havia un automòbil i a 252 n'hi havia dos o més.

### Piràmide de població
La piràmide de població per edats i sexe el 2009 era:
| Homes | Edats   | Dones |
| ----- | ------- | ----- |
| 0     | 95 o +  | 8     |
| 8     | 90 a 94 | 8     |
| 12    | 85 a 89 | 12    |
| 0     | 80 a 84 | 20    |
| 12    | 75 a 79 | 24    |
| 12    | 70 a 74 | 16    |
| 16    | 65 a 69 | 32    |
| 16    | 60 a 64 | 12    |
| 36    | 55 a 59 | 44    |
| 80    | 50 a 54 | 68    |
| 60    | 45 a 49 | 52    |
| 56    | 40 a 44 | 52    |
| 48    | 35 a 39 | 76    |
| 52    | 30 a 34 | 40    |
| 44    | 25 a 29 | 36    |
| 40    | 20 a 24 | 36    |
| 40    | 15 a 19 | 64    |
| 80    | 10 a 14 | 60    |
| 60    | 5 a 9   | 64    |
| 36    | 0 a 4   | 28    |

## Economia
El 2007 la població en edat de treballar era de 1.245 persones, 868 eren actives i 377 eren inactives. De les 868 persones actives 809 estaven ocupades (420 homes i 389 dones) i 59 estaven aturades (28 homes i 31 dones). De les 377 persones inactives 72 estaven jubilades, 208 estaven estudiant i 97 estaven classificades com a «altres inactius».

### Ingressos
El 2009 a Juilly hi havia 660 unitats fiscals que integraven 1.962,5 persones, la mediana anual d'ingressos fiscals per persona era de 20.594 €.

### Activitats econòmiques
Dels 59 establiments que hi havia el 2007, 1 era d'una empresa alimentària, 8 d'empreses de construcció, 12 d'empreses de comerç i reparació d'automòbils, 9 d'empreses de transport, 5 d'empreses d'hostatgeria i restauració, 1 d'una empresa d'informació i comunicació, 3 d'empreses financeres, 3 d'empreses immobiliàries, 4 d'empreses de serveis, 11 d'entitats de l'administració pública i 2 d'empreses classificades com a «altres activitats de serveis».
Dels 11 establiments de servei als particulars que hi havia el 2009, 1 era una oficina de correu, 2 tallers de reparació d'automòbils i de material agrícola, 1 guixaire pintor, 1 fusteria, 2 electricistes, 1 empresa de construcció, 1 perruqueria, 1 restaurant i 1 agència immobiliària.
Dels 4 establiments comercials que hi havia el 2009, 1 era un hipermercat, 1 una botiga de més de 120 m², 1 una botiga de menys de 120 m² i 1 una peixateria.

## Equipaments sanitaris i escolars
L'únic equipament sanitari que hi havia el 2009 era una farmàcia.
El 2009 hi havia 1 escola maternal i 3 escoles elementals. A Juilly hi havia 2 col·legis d'educació secundària i 1 liceu d'ensenyament general. Als col·legis d'educació secundària hi havia 643 alumnes i als liceus d'ensenyament general 463.

## Poblacions més properes
El següent diagrama mostra les poblacions més properes.